# Alexander Molinari
Alexander Molinari (detto anche Alessandro e Alois; Berlino, 5 gennaio 1772 – Dresda, 20 gennaio 1831) è stato un pittore tedesco di origine italiana.
Ha lavorato in diversi paesi, ma è noto soprattutto per i suoi ritratti della nobiltà russa e polacca.
Dal 1787 studiò all'Accademia delle arti di Berlino, dove eccelleva nei ritratti. Dopo gli studi lavorò a Roma (1795), Vienna (1796-1797), Glogau e, intorno al 1800, a Weimar. Mentre decorava una chiesa di Glogau, incontrò e fece amicizia con lo scrittore Ernst Theodor Amadeus Hoffmann. In seguito Molinari divenne d'ispirazione per Hoffmann, il quale plasmò il personaggio di "Berthold" del racconto The Jesuit Church in G (1817) basandosi sulla personalità dell'amico.
L'anno 1806 lo trovò a San Pietroburgo, dove fu accolto calorosamente da Salvatore Tonci, il capo ufficioso di una colonia di artisti italiani a Mosca. Nel 1807 era affermato come ritrattista. Nel 1810, con l'aiuto del Tonci, trovò impiego come insegnante di disegno per la famiglia del conte Dmitri Buturin, bibliofilo e poeta dilettante, trasferendosi nella sua tenuta a nord di Obninsk.
Ben presto divenne uno degli artisti preferiti dell'aristocrazia russa, la quale ammirava approfondire la conoscenza dell'arte straniera. Molinari intrattenne corrispondenze con molti componenti importanti della società, incluso lo zar Alessandro I. Di tanto in tanto collaborò con il noto ritrattista Orest Adamovič Kiprenskij.
Nel 1816 lui e il ritrattista Kiprenskij lasciarono la Russia, scelta forse dettata da ragioni politiche. Molinari si trasferì a Varsavia e vi visse fino al 1822, indi visse a Berlino e a Dresda, dove morì improvvisamente per un ictus all'età di cinquantanove anni.
Le sue opere possono essere viste al Museo dell'Ermitage, alla Galleria Tret'jakov, al Museo russo e al Museo Puškin delle belle arti.

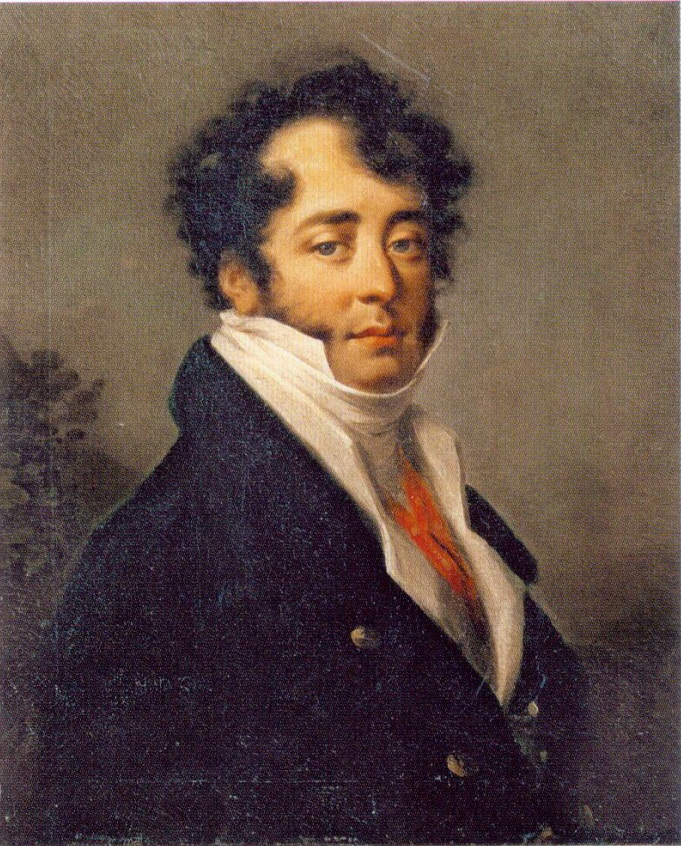
Il principe Egor' Golicyn
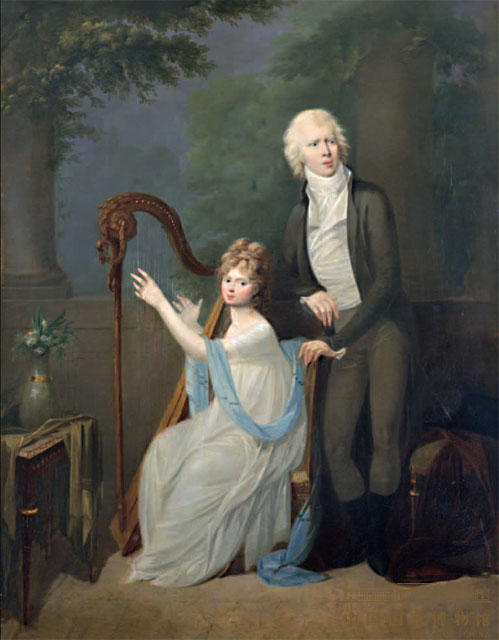
Il duca Augusto e sua moglie Luisa
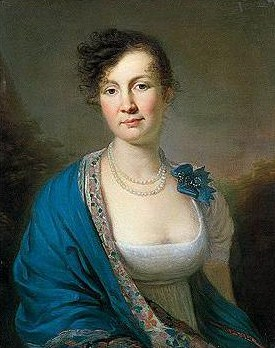
Contessa Natal'ja Zubova
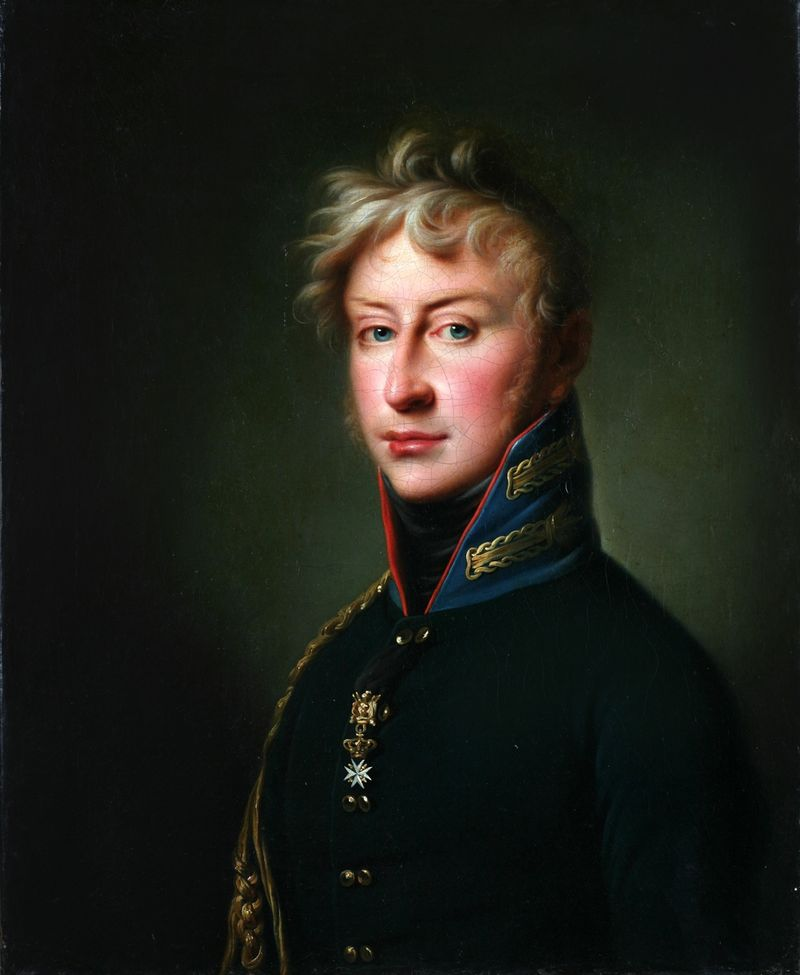
Il principe Vladimir Golicyn
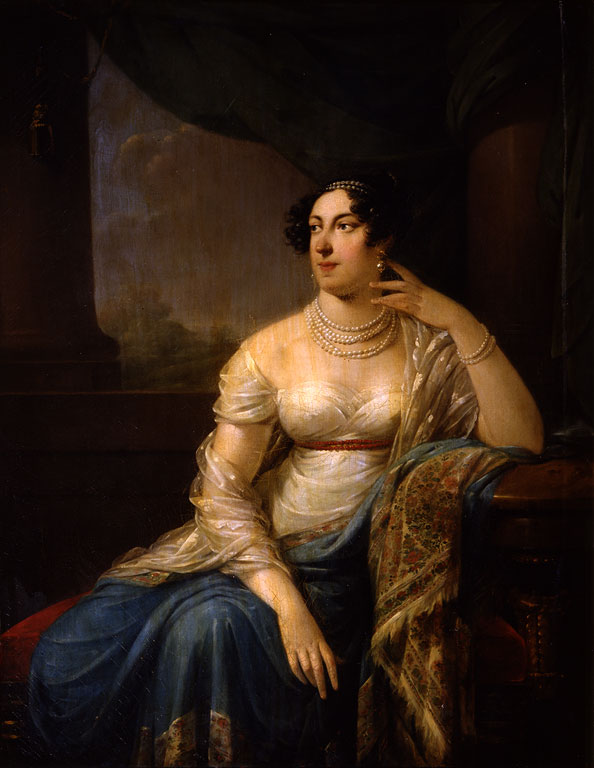
Contessa Natal'ja Saltykova-Golovkina
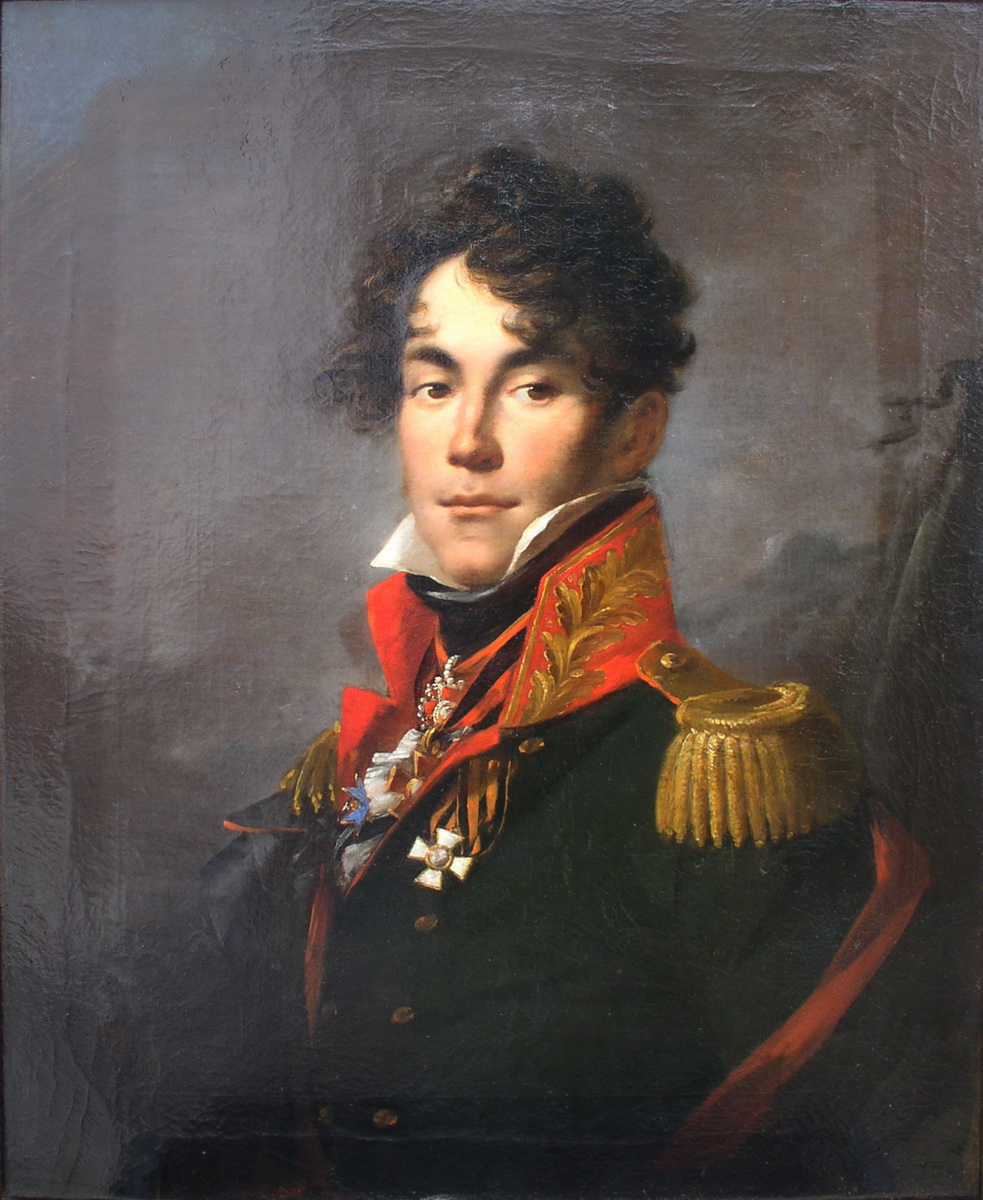
Conte Karl de Balmen